# Rudolf Viertl
Rudolf Viertl (* 12. November 1902 in Schwechat, Österreich-Ungarn; † 9. Dezember 1981 in Wien) war ein österreichischer Fußballspieler, der mit der Austria zweimal den Mitropacup gewann und mit der Nationalmannschaft an der Weltmeisterschaft 1934 teilnahm.

## Vereinskarriere
Viertl trat mit 14 Jahren dem SK Neukettenhof bei und wechselte 1924 zum erstklassigen 1. Simmeringer SC, wo der linke Flügelstürmer sich sofort einen Stammplatz sichern konnte.  Die nächsten vier Jahre spielte er in einer Sturmreihe neben den Nationalspielern Johann Horvath und Leopold Danis und konnte 1926 mit dem dritten Platz die beste Platzierung in der Vereinsgeschichte erzielen. Zwei Jahre später mussten die Simmeringer jedoch als Tabellenletzter absteigen und Viertl verließ den Verein, um sich der Austria anzuschließen.
Der Stürmer, der eher für seine Schnelligkeit und Schusskraft als für seine Technik bekannt war, fügte sich auch rasch in den von Matthias Sindelar geführten Angriff der Violetten ein und belegte 1930 den dritten Platz in der Torschützenliste. Die Austria konnte zu dieser Zeit nicht um den Meistertitel mitspielen und fand sich regelmäßig im Mittelfeld der Tabelle wieder. 1933 konnte jedoch mit dem ÖFB-Cup ein Titel geholt werden, der auch zur Teilnahme am Mitropacup berechtigte. Hier erreichten die Wiener nach Siegen gegen Slavia Prag und Juventus Turin  das Finale, wo nach einer 1:2-Auswärtsniederlage Ambrosiana Inter Mailand mit 3:1 bezwungen werden konnte.
Nach zwei weiteren Cuptiteln gelang es der Austria, ihren größten internationalen Erfolg zu wiederholen, als 1936 nach Siegen gegen AGC Bologna, Slavia Prag und den Újpest FC wieder das Finale im Mitropacup erreicht wurde. Gegner war diesmal die Prager Sparta und durch ein Auswärtstor von Camillo Jerusalem wurde der Titel geholt. Rudolf Viertl war einer von fünf Austrianern, die an beiden Finalteilnahmen beteiligt waren. Er blieb noch bis 1939 bei den Violetten und kehrte danach in seine Geburtsstadt zurück, wo er eine Saison lang für den  SC Germania Schwechat spielte, bevor er zuletzt von 1940 bis 1942 beim MSV Brünn aktiv gewesen ist. 1942 spielte er ebenfalls für die DTSG Krakau in der Gauliga Generalgouvernement im besetzten Polen.

## Nationalmannschaft
Sein Debüt für die Nationalmannschaft gab Viertl im September 1925 gegen die Ungarn. Danach musste er jedoch vier Jahre warten, ehe er wieder eine Einberufung erhielt, nach zwei Spielen gegen die Tschechoslowakei folgte allerdings wieder eine dreijährige Pause, sodass Viertl während der Zeit des Wunderteams keine Einsätze aufzuweisen hatte. Zwar kam er zu dieser Zeit im B-Nationalteam und in der Wiener Stadtauswahl zum Einsatz, der linke Flügel im Nationalteam war jedoch von Adolf Vogl dauerhaft besetzt.
Erst im Oktober 1933 durfte er wieder für sein Land auflaufen und diesmal kam er zu regelmäßigen Einsätzen. So war er beispielsweise beim 2:2 in Glasgow dabei, als erstmals eine kontinentaleuropäische Nationalmannschaft auf britischem Boden ungeschlagen blieb und er gehörte auch zum Kader der Österreicher für die Weltmeisterschaft 1934, wo er in allen vier Spielen zum Einsatz kam und im Halbfinale an den Italienern scheiterte. Im Jahr 1936 gehörte er zur siegreichen Mannschaft, die England in Wien mit 2:1 bezwang und steuerte dazu auch ein Tor bei. Sein letztes Spiel bestritt er 1937 gegen Frankreich. In Summe kam er auf 16 Einsätze und erzielte dabei vier Tore.

## Erfolge
- Vierter Platz bei der Fußball-Weltmeisterschaft 1934
- 2× Mitropacup: 1933, 1936
- 3×  ÖFB-Cup: 1933, 1935, 1936
- 16 Spiele und vier Tore für die österreichische Fußballnationalmannschaft: 1925–1937